# Municipio de Jackson (condado de Lyon)
El municipio de Jackson (en inglés: Jackson Township) es un municipio ubicado en el condado de Lyon en el estado estadounidense de Kansas. En el año 2010 tenía una población de 979 habitantes y una densidad poblacional de 4,29 personas por km².

## Geografía
El municipio de Jackson se encuentra ubicado en las coordenadas 38°23′52″N 96°1′18″O / 38.39778, -96.02167. Según la Oficina del Censo de los Estados Unidos, el municipio tiene una superficie total de 228.33 km², de la cual 225,28 km² corresponden a tierra firme y (1,34 %) 3,05 km² es agua.

## Demografía
Según el censo de 2010, había 979 personas residiendo en el municipio de Jackson. La densidad de población era de 4,29 hab./km². De los 979 habitantes, el municipio de Jackson estaba compuesto por el 97,34 % blancos, el 0,1 % eran afroamericanos, el 0,31 % eran amerindios, el 1,02 % eran de otras razas y el 1,23 % eran de una mezcla de razas. Del total de la población el 3,27 % eran hispanos o latinos de cualquier raza.